# Pedro Castillo
José Pedro Castillo Terrones (Puña, Cajamarca, 19 de octubre de 1969) es un docente y político peruano que se desempeñó como presidente del Perú desde el 28 de julio de 2021 hasta su vacancia luego de su fallido autogolpe de Estado el 7 de diciembre de 2022.
Según declaraciones del mismo Castillo, durante su juventud llegó a ser rondero, aunque dicha afirmación ha sido cuestionada. Se desempeñó como docente de primaria y líder sindical magisterial. Inició su vida política en el partido Perú Posible, por el cual postuló a la alcaldía de Anguía sin éxito en el año 2002. Alcanzó prominencia a nivel nacional por ser el principal dirigente de la huelga magisterial del 2017, tras la cual fundó la Federación Nacional de Trabajadores en la Educación del Perú (FENATEP). En el transcurso de dicha huelga, se generó una controversia por la presunta relación de Castillo con personas vinculadas al MOVADEF.
Participó en las elecciones presidenciales del año 2021 con el partido Perú Libre, de Vladimir Cerrón, asumiendo una postura de izquierda conservadora. Tras derrotar a Keiko Fujimori, de Fuerza Popular, en la segunda vuelta, se convirtió en presidente de la República. Durante su gobierno, se llevó a cabo la Segunda Reforma Agraria y se continuó los esfuerzos de vacunación contra el COVID-19 iniciado durante el gobierno previo de Francisco Sagasti. Sin embargo, su presidencia estuvo marcada por los constantes enfrentamientos con el ala derecha del congreso (obteniendo apoyo de sectores de izquierda y de los denominados «Los Niños»), la mala relación con la prensa (ante la cual impulsó la denominada «prensa alternativa» como prensa oficialista), el oportunismo político entre los sectores oficialistas y el nombramiento de personas cuestionadas con la subsecuente incertidumbre política, la inestabilidad social y económica (que desató, entre otros, protestas a nivel nacional debido al aumento del precio de combustible y el incumplimiento del gobierno de los acuerdos suscritos con los transportistas) y el aumento progresivo de la criminalidad; acaeciendo diversos escándalos que motivaron dos mociones de vacancia (el primero en noviembre de 2021, y, el segundo en marzo del 2022) que no recibieron el respaldo suficiente debido a una oposición fraccionada, siendo estos escándalos el Caso Casa de Sarratea (despacho paralelo para negociaciones con diversos personajes), el Caso Marka Group (que involucró el presunto pago de sobornos por parte de la empresaria Sada Goray a Castillo y su entorno para obtener beneficios para su empresa), el Caso Los Niños (por presuntos beneficios a congresistas para que voten en contra de las mociones de vacancia a Castillo), el Caso Gabinete en la Sombra (una presunta organización criminal encabezada por Castillo para copar instituciones públicas y facilitar el direccionamiento de licitaciones a favor de empresas afines), las denuncias de irregularidades en los ascensos de militares y policías, la inscripción del FENATEP y su influencia dentro del gobierno,  la crisis de fertilizantes por fallidas compras de urea, entre otras.  
Para junio de 2022, dejó Perú Libre para gobernar como independiente. El 7 de diciembre de 2022, a menos de 500 días de gobierno, Castillo anunció en un mensaje a la nación la disolución del Congreso, la intervención de diversas instituciones públicas y la declaración del «gobierno de excepción». Estas medidas generaron controversia debido su «ilegitimidad» y la «infracción del Estado de derecho» siendo considerado como un autogolpe, comparado al suceso de Alberto Fujimori en 1992. El anuncio conllevó la renuncia de una parte de la cartera de los ministros. La fiscal de la nación, Patricia Benavides; la Junta Nacional de Justicia, y el Tribunal Constitucional condenaron este hecho. Poco después de su declaración, el Congreso votó para destituirlo de su cargo y fue detenido por la Policía Nacional del Perú. La medida propició que simpatizantes de Castillo iniciaran protestas y algunos países de la región como Argentina, Bolivia, Colombia y México rechazaran su destitución.
El 26 de junio de 2024 Castillo se afilió al partido Todo con el Pueblo, partido del que anunció su creación y no está inscrita en el Jurado Nacional de Elecciones (JNE). El 4 de marzo de 2025, se inició el juicio en su contra por los delitos de rebelión, abuso de autoridad y alteración de la tranquilidad pública.

## Vida personal

### Primeros años y educación
Nació en el poblado de Puña, distrito de Tacabamba, provincia de Chota, en el departamento de Cajamarca. Es el tercero de nueve hermanos, hijo de Ireño Castillo Núñez y Mavila Díaz Terrones, agricultores de condición analfabeta. Durante su infancia, Castillo a menudo tuvo que equilibrar su educación con el trabajo agrícola en casa. Cursó sus primeros estudios, del primer al tercer grado, en la Escuela Rural n.º 10465 de Puña y concluyó su educación básica en la escuela rural vecina n.º 10475 del caserío de Chugur, distrito de Anguía, provincia de Chota. Sus estudios de secundaria los realizó en el Colegio Arturo Osores Cabrera.
A partir de los doce años, cada año él y su padre caminaban más de 100 km para realizar labores estacionales en los cafetales de la selva norteña. Durante los veranos en Lima tuvo que vender helados, periódicos y limpió habitaciones de hoteles.
Estudió en el Instituto Superior Pedagógico Octavio Matta Contreras de la provincia de Cutervo y es bachiller en Educación por la Universidad César Vallejo, donde también obtuvo un magíster en Psicología Educativa. Anteriormente se había desempeñado como profesor de primaria desde 1995, habiendo trabajado en la Institución Educativa Primaria n.º 10465 ubicada en su pueblo natal. Además de enseñar, era responsable de cocinar para sus alumnos y limpiar su salón de clases. Según Castillo, la propia comunidad construyó la escuela debido a la ausencia del Estado.

### Familia y religión
Contrajo matrimonio en el año 2000 con la profesora Lilia Ulcida Paredes Navarro, su pareja desde la adolescencia, con quien tiene dos hijos: Arnold y Alondra. Forma parte también de su familia nuclear Yénifer, quien aunque es hermana menor de su esposa fue criada como una hija por la pareja a la muerte de su madre. Los Castillo vivían en una casa de nueve habitaciones en el distrito de Chugur, dedicados a actividades pecuarias y agrícolas.
Es un habitual participante de la fiesta patronal de Anguía, donde es devoto de la Virgen de los Dolores. Hace unos años, influido por el entorno familiar de su esposa, se congregó en la iglesia evangélica Nazareno, aunque posteriormente retomó las tradiciones católicas.

## Líder sindical
Castillo ha sido dirigente sindical en el magisterio peruano por más de dos décadas a nivel distrital, provincial, regional en Puña, provincia de Chota. Fue elegido presidente del Comité de Lucha de las bases regionales del Sindicato Único de Trabajadores de la Educación del Perú (Sutep). Posteriormente sería secretario general de la Federación Nacional de Trabajadores en la Educación del Perú (Fenatep).

### Huelga magisterial de 2017

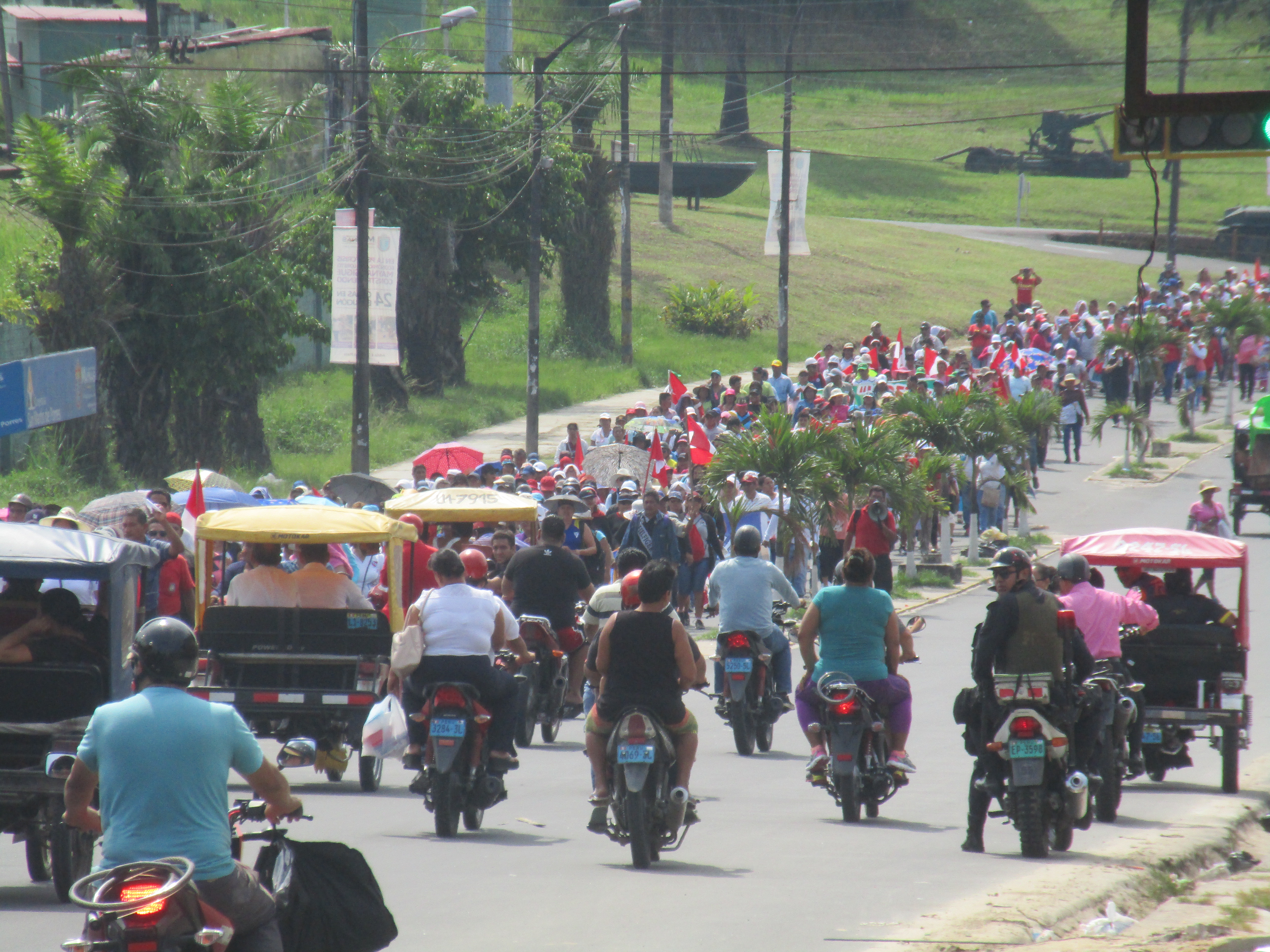
Protesta magisterial en Iquitos, 10 de agosto de 2017

Castillo fue dirigente magisterial durante la huelga de 2017, que buscaba el aumento de remuneraciones, el pago de la deuda social, la derogatoria de la Ley de la Carrera Pública Magisterial y el incremento del presupuesto en el sector educación.
Las huelgas se extendieron por varias partes del sur del país y, debido a su prolongación, se realizó una reunión entre el ministra de Educación, Marilú Martens; el presidente del Consejo de Ministros, Fernando Zavala; los veinticinco gobernadores regionales, y la Dirección Regional de Lima. A pesar de llegar a un acuerdo, la huelga continuó.
El presidente Pedro Pablo Kuczynski se ofreció como mediador, invitando a los delegados de los maestros a reunirse con él en Palacio de Gobierno. Solo los dirigentes del CEN fueron recibidos, junto con los dirigentes del Cusco, más no los representantes de las bases lideradas por Pedro Castillo, a quien el ministro del Interior, Carlos Basombrío Iglesias, insistió en relacionarlo con el Movimiento por la Amnistía y los Derechos Fundamentales (Movadef), una organización con nexos terroristas, lo que Castillo negó, aduciendo que fue rondero en su natal Cajamarca. Es decir, había pertenecido a la organización campesina que combatió al grupo terrorista Sendero Luminoso. Debido a ese rechazo, la huelga arreció aún más, con la llegada a la capital de los maestros huelguistas desde diferentes puntos del país, los que realizaron marchas en la ciudad y concentraciones en la plaza San Martín.
En agosto de 2017, el ministro del interior, Carlos Basombrío, presentó ante el Congreso peruano un informe titulado «La infiltración del Movadef en algunas dirigencias del magisterio», en el cual figuraban fotografías y registros elaborados por la Dirección contra el Terrorismo (Dircote) en los que se ve a Castillo junto con personas vinculadas al Comité Nacional de Reorientación del Sutep (Conare-Sutep), según la Policía, relacionado al Movadef, rama civil del grupo terrorista Sendero Luminoso. A pesar de ello, Castillo negó estar involucrado con Movadef o Conare y dijo que si alguna vez existían maestros del Movadef en las escuelas públicas, era responsabilidad del Ministerio de Educación. Las afirmaciones que vinculan a Castillo con dichos grupos han sido refutadas por el propio Castillo y medios de comunicación sobre todo independientes. The Guardian describió los vínculos a Sendero Luminoso como «incorrectos», mientras que Associated Press dijo que las acusaciones de los medios peruanos de enlaces a Sendero Luminoso «no tenían fundamento».
Tras tres semanas de huelga, el 24 de agosto de 2017, el Gobierno publicó un decreto supremo oficializando los beneficios acordados en las negociaciones. Y se advirtió a los maestros que si no retornaban a las aulas a partir del 28 de agosto, se procedería a la contratación de suplentes.
El 2 de septiembre, Castillo anunció la suspensión de la huelga, pero aclaró que se trataría solo de una suspensión temporal, y que volverían a la lucha si se consideraba necesario. Sin embargo, para Ernesto Meza Tica, que promovió la huelga en Cusco, y Narda Silva Sánchez, dirigente en Cajamarca, Castillo saboteó la huelga por orden del Conare.

## Candidatura presidencial

### Antecedentes
En el año 2002, postuló por el partido político Perú Posible a la alcaldía de Anguía, sin éxito.
Fue miembro del comité de Cajamarca de Perú Posible, desde el 2005 hasta el 2017, cuando la inscripción de este fue cancelada.
Después de su liderazgo durante la huelga de maestros de 2017, numerosos partidos políticos de Perú se acercaron a Castillo para invitarlo a ser candidato al Congreso. Aunque él se negó y decidió postular para presidente después de ser alentado por los sindicatos.

### Primera vuelta

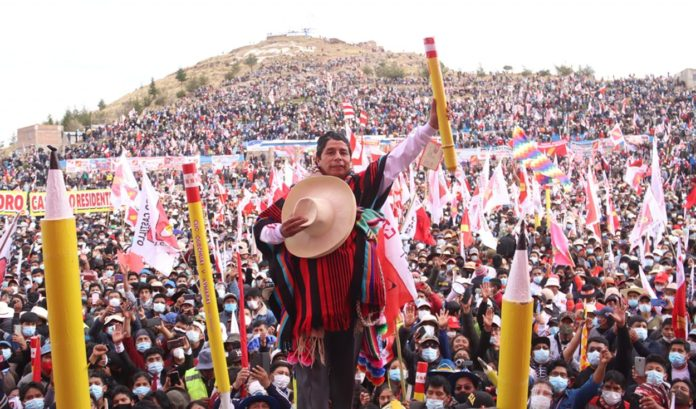
Castillo en un mitin en Juliaca.

En octubre de 2020, se confirmó su candidatura a la presidencia de la república en las elecciones generales de Perú de 2021, por el partido Perú Libre. Junto con Dina Boluarte y el exgobernador regional de Junín Vladimir Cerrón. Posteriormente la candidatura a la segunda vicepresidencia de Cerrón fue declarada improcedente por el propio Jurado Nacional de Elecciones por cumplir condena de prisión por corrupción desde 2019. Durante una actividad partidaria en Huancayo, se reveló que dio positivo en COVID-19.
Castillo se lanzó como candidato presidencial a mediados de 2020 y prometió que, de ser elegido presidente del Perú, cambiaría la Constitución Política de 1993, mediante la convocatoria de una asamblea constituyente. Con esto el Estado peruano tendría mucha más participación en la economía peruana, e impulsaría una «revolución educativa» para mejorar la calidad de la enseñanza pública.
También declaró que desactivaría el Tribunal Constitucional si este se oponía a la reforma constitucional, porque, según sus palabras, los magistrados defienden «una Constitución que ha terminado con todos los derechos y con [propiciado] el saqueo del país». Asimismo, mencionó cesar a la Defensoría del Pueblo, aunque luego señaló no querer desactivarla sino reforzarla «en beneficio de los más vulnerables». También propuso prohibir las importaciones de productos que se producen en el país. Dicha propuesta fue criticada por algunos políticos y analistas. Por ejemplo, el exministro Edgar Vásquez comentó que el planteamiento ya había sido aplicado en Perú en los años setenta e indicó: «Lo que ocurre es que cuando uno prohíbe importaciones genera escasez de productos, alza de precios, reducción de la calidad de los productos y genera, paradójicamente, lo que el candidato Castillo quiere enfrentar, genera monopolios». Por su parte, el analista Franco Olcese, consideró la iniciativa como un «mensaje bastante negativo para los consumidores». Asimismo, aseveró en abril de 2021, que de salir electo, le otorgaría el indulto presidencial a Antauro Humala, un político etnocacerista que fue sentenciado a diecinueve años de prisión luego de liderar la captura de una comisaría en Andahuaylas, que terminó con la muerte de cuatro policías y un pistolero.
Al concluir su primera campaña antes de las elecciones generales, Castillo realizó un cierre de campaña en el Centro de Lima, comenzando con un mitin en la plaza San Martín y finalizando con una marcha a caballo hacia la plaza Dos de Mayo donde se reunieron cientos de simpatizantes. En el evento, dijo a los asistentes que de ser electo, los ciudadanos supervisarían sus políticas, además de que él solo recibiría el salario de un maestro y que buscaría reducir a la mitad el salario de los congresistas y ministros.
Castillo obtuvo el 19 % de los votos en la primera vuelta, colocándose en el primer lugar de la lista de dieciocho candidatos a la presidencia. Tras el sorprendente éxito electoral de Castillo, la bolsa de valores en Perú cayó un 3,2 % y la moneda peruana, el sol peruano, vio caer su valor un 1,7 %, su mayor pérdida desde diciembre de 2017 cuando se produjo el primer proceso de vacancia presidencial contra Pedro Pablo Kuczynski.
El expresidente de Bolivia Evo Morales felicitó a Castillo, afirmando que «ganó con nuestra propuesta» y al mismo tiempo, comentó que había hablado con él por teléfono anteriormente. El expresidente de Uruguay José Mujica también compartió la aprobación del éxito de Castillo en la primera vuelta de las elecciones.

### Segunda vuelta
De camino a la segunda vuelta electoral, Castillo afirmó haber comenzado su campaña electoral de inmediato y descartó firmar algún acuerdo como una «hoja de ruta», similar a lo que hizo Ollanta Humala para las elecciones de 2011, a modo de moderar su discurso y sus propuestas de campaña, asegurando que iría en contra de sus principios.
Castillo indicó que había trabajado un plan de gobierno que difería del entregado al JNE. Además, afirmó que él iba a gobernar durante los cinco años y no Vladimir Cerrón. Pero en una entrevista en RPP se contradijo y aseguró que seguiría con el plan de gobierno presentado en primera vuelta. Aseguró, al preguntársele si estaría dispuesto a firmar un documento para comprometerse a respetar su mandato, le restó importancia a la firma de «papelitos».

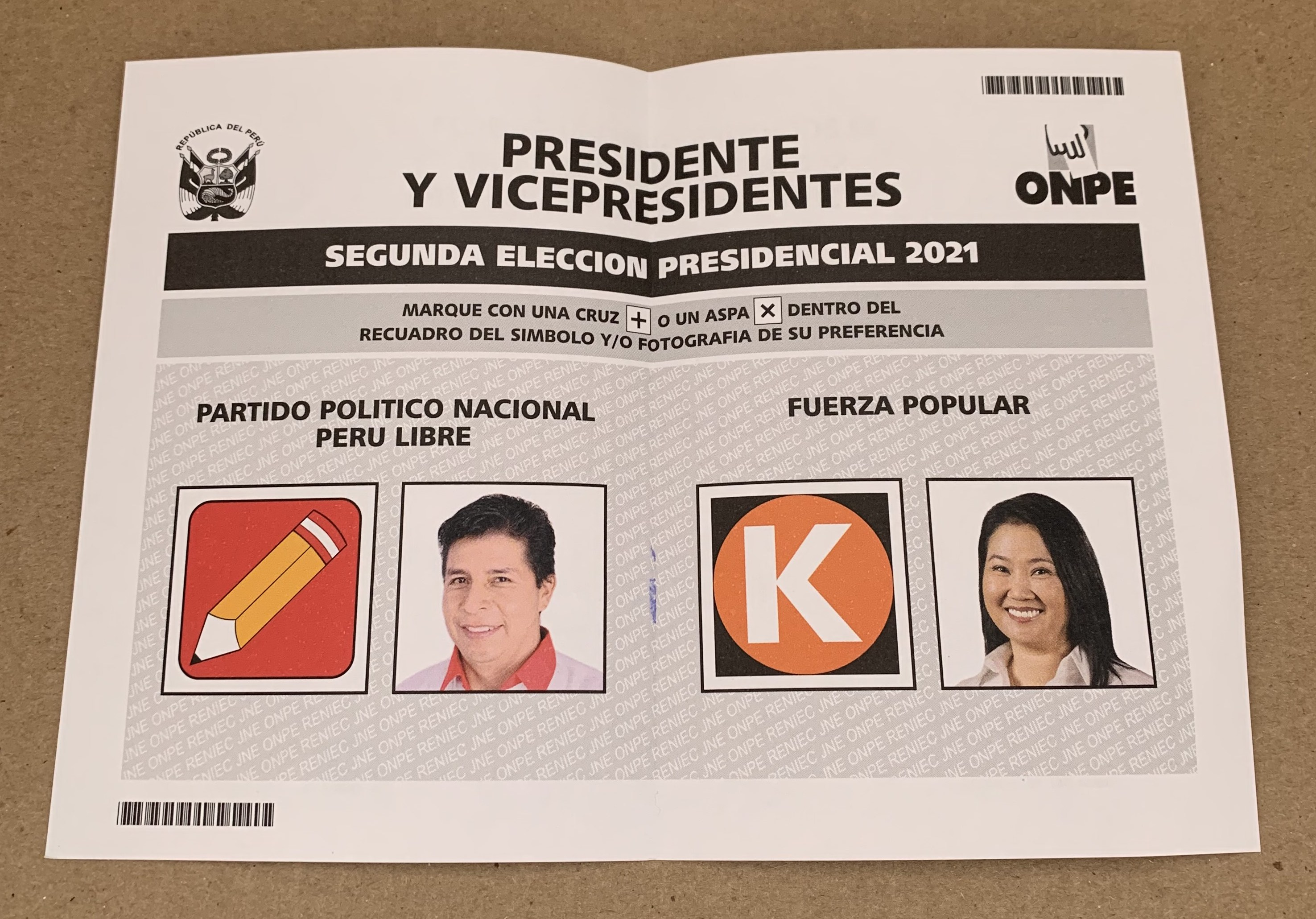
Papeleta de votación para la segunda vuelta de las elecciones presidenciales

En abril de 2021, Yeni Vilcatoma, excongresista del partido fujimorista Fuerza Popular, denunció a Castillo ante el Ministerio Público por falsa declaración en proceso administrativo, falsedad genérica y falsedad ideológica, por lo que la fiscalía abrió una investigación preliminar, todo ello dentro del contexto de campaña de la segunda vuelta electoral. Según Registros Públicos, Castillo fundó una empresa llamada Consorcio Chotano de Inversionistas Emprendedores JOP SAC, la cual no señaló en su hoja de vida presentada al JNE. Ante la denuncia, Castillo aseguró que no consignó a la empresa porque no se acordaba de ella debido a que nunca operó, pero a pesar de ello, se indica que invirtió dieciocho mil soles. Esto se hizo público luego de la denuncia realizada por el periodista y columnista Alfredo Vignolo, quien luego de la denuncia recibió amenazas de muerte a través de redes sociales por simpatizantes de Castillo.
Durante la campaña, Perú Libre denunció que Castillo recibió amenazas de muerte anónimas. A esto se sumó que el excandidato Rafael López Aliaga, al finalizar una manifestación en contra de la candidatura de Castillo, profirió amenazas de muerte contra el secretario del partido Perú Libre, Vladimir Cerrón y contra el propio Castillo.
El 18 de mayo, Castillo presentó en el distrito limeño de Puente Piedra al equipo técnico para la coordinación de su posible gobierno, entre los cuales se encuentran los abogados Dina Boluarte (candidata a la vicepresidencia), Ricardo López Risso y Julián Palacín, la socióloga Anahí Durand, el ingeniero Juan Pari, el médico Hernando Cevallos, los economistas Celeste Rosas Muñoz, Andrés Alencastre y Rolando Vela, los físicos nucleares Modesto Montoya y Rolando Páucar, la lingüista Nila Vigil, el epidemiólogo Antonio Quispe, los docentes Carlos Gallardo Gómez, Marco Valera y Juan Raúl Cadillo León, así como al exfiscal supremo Avelino Guillén. Asimismo, después de visitar sus laboratorios Farvet, en Chincha, Pedro Castillo confirmaría la incorporación a su equipo técnico al veterinario Manolo Fernández, además esta información fue enviada en una nota de prensa, sin embargo, este, horas después en comunicación con Canal N, lo negó y manifestó en la emisora de radio RPP estar molesto por una falsa foto donde aparece él durante un mitin de Castillo.
El 2 de junio de 2021, el Financial Times no encontró similitudes entre su estilo de liderazgo con los vistos en Cuba o Venezuela, aunque sugirió que su estilo de gobierno sería más próximo al visto en Bolivia durante el gobierno de Evo Morales. El Financial Times también informó sobre la fuga de capitales de las personas y empresas más ricas en el Perú, aunque esas acusaciones no se confirmaron de inmediato. El New York Times informó de su victoria como el «repudio más claro del "establishment" del país».
Los resultados al 100 % de la segunda vuelta electoral fueron publicados por la Oficina Nacional de Procesos Electorales el martes, 15 de junio de 2021. Castillo, con el 50.125 %, superó a Keiko Fujimori quien obtuvo el 49.875 % de votos válidos. Sin embargo, debido a los pedidos de nulidad de actas presentados por ambas organizaciones políticas, las autoridades electorales no podían dar como ganador a ninguno de los dos candidatos. Luego de autoproclamarse presidente electo en su cuenta de Twitter, Castillo se reunió con diversos gremios agrarios, con representantes de organizaciones políticas y civiles, con integrantes de la Asociación de Municipalidades del Perú, con decanos de los Colegios Médicos y hasta con el embajador de la República Popular China en el Perú. Finalmente, el 19 de julio de 2021, el Jurado Nacional de Elecciones, luego de declarar improcedente los pedidos de nulidad, suscribió el acta de proclamación del candidato.

## Presidente de la República

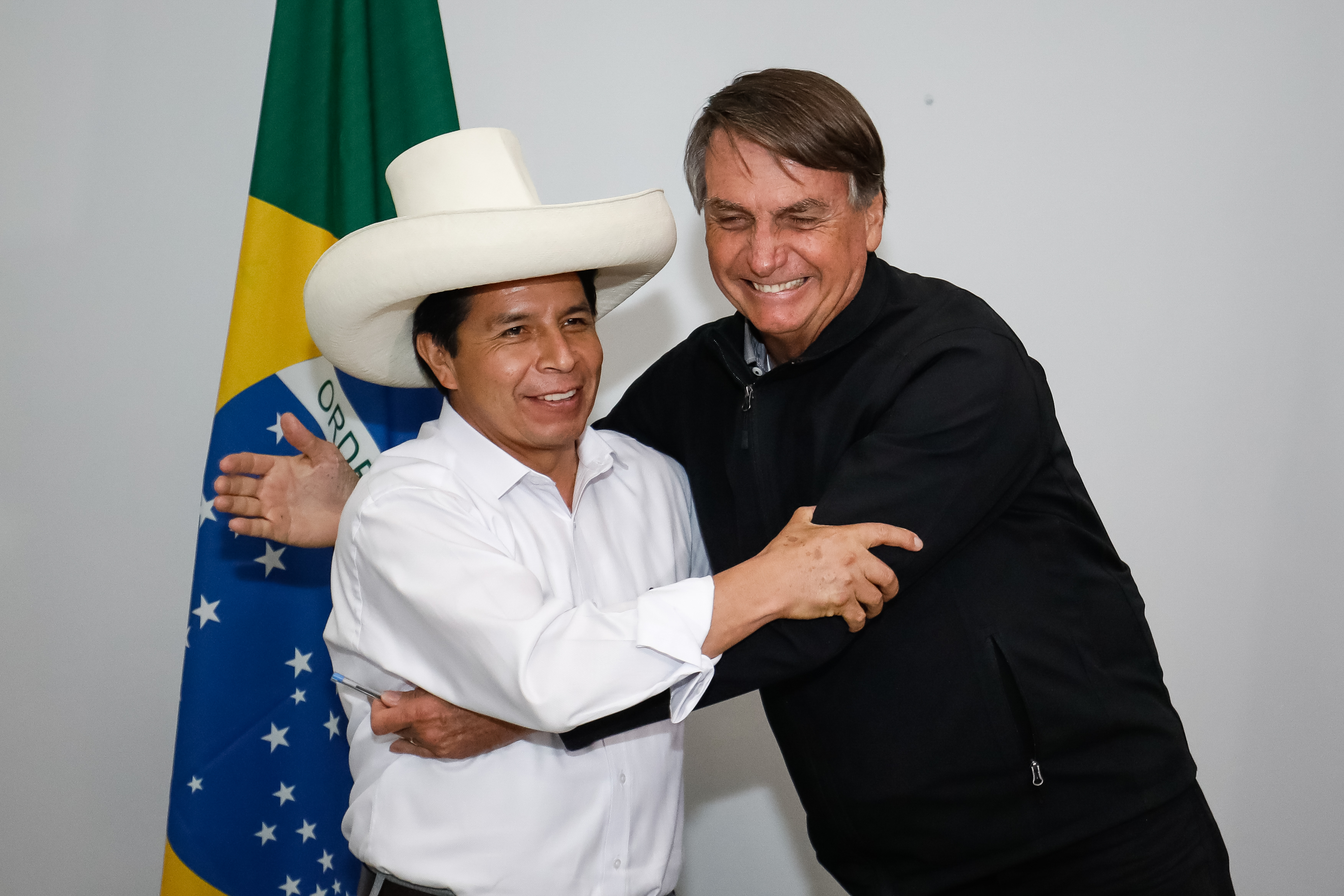
Castillo junto a Jair Bolsonaro en febrero de 2022.

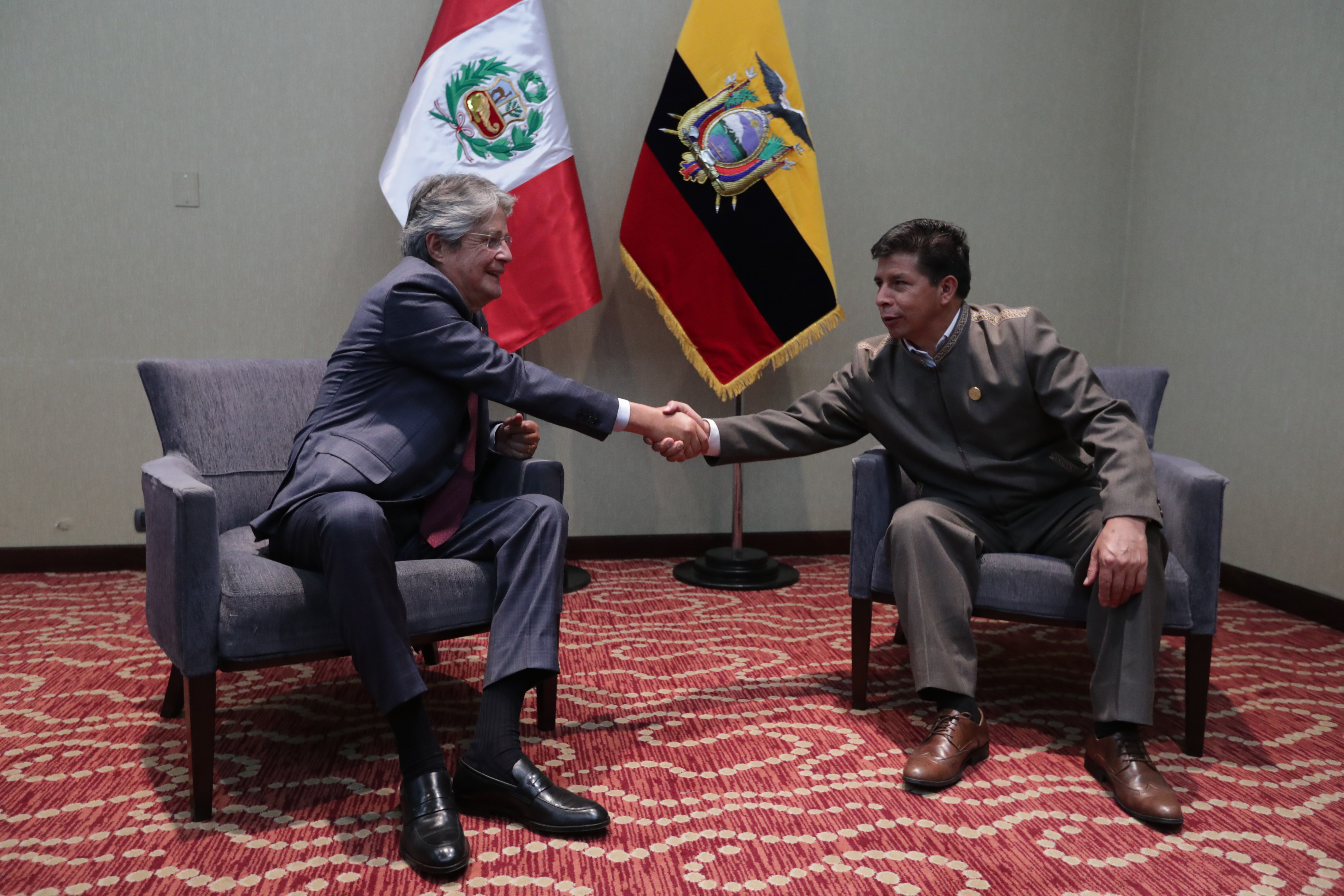
Castillo junto a Guillermo Lasso en marzo de 2022.

Tras resultar ganador de las elecciones generales, Castillo asumió la presidencia del Perú el 28 de julio de 2021 en el Congreso de la República. Al día siguiente, juró de manera simbólica en la Pampa de la Quinua, Ayacucho, y presentó a su primer gabinete ministerial, presidido por Guido Bellido. En sus primeros meses de gobierno Castillo adoptó el uso de un sombrero de paja llamado «chotano», un poncho y sandalias hechas con neumáticos viejos, aunque posteriormente dejó de utilizar dicha indumentaria.
Desde el inicio de su gobierno, muchos de sus ministros comenzaron a ser cuestionados por los medios de comunicación debido a diversos motivos: «inexperiencia», «no tener el perfil adecuado para el cargo que desempeñaban» y por supuestos vínculos con grupos extremistas y organizaciones terroristas. Esto intensificó el enfrentamiento con un sector opositor en el Poder Legislativo, que exhortaba al presidente Castillo a realizar cambios en su gabinete para que se le otorgue el voto de confianza.
El primer ministro en renunciar fue Héctor Béjar, quien dimitió a su cargo de canciller tras salir a la luz unas polémicas declaraciones suyas en las que acusaba a la Marina de Guerra de ser responsable por la actividad terrorista en el pasado, provocando protestas en su contra. Tras su renuncia, Castillo designó a Óscar Maúrtua como nuevo ministro de Relaciones Exteriores.
Esto no fue bien recibido por el partido Perú Libre y su secretario general, Vladimir Cerrón, quien dijo que Maúrtua no representaba el sentir de su partido. Pese a las polémicas, el gabinete Bellido recibió el voto de confianza del Congreso con setenta y tres votos a favor, cincuenta en contra y cero abstenciones. Bellido finalmente presentó su renuncia en octubre de 2021 a pedido de Castillo, tras 69 días en el cargo.
Castillo reestructuró su gabinete designando a la abogada, activista por los derechos humanos y expresidenta del Congreso Mirtha Vásquez como presidenta del Consejo de Ministros. El gabinete tuvo siete cambios y pasó de tener dos a cinco mujeres de un total de 19 ministerios. Vásquez se presentó ante el Parlamento el 25 de octubre de 2021 para exponer la política general del Gobierno y pedir el voto de confianza. Sin embargo, el debate se postergó hasta el 4 de noviembre, debido al fallecimiento del congresista Fernando Herrera, de Perú Libre.
Un día antes de reanudarse el debate y votación, el ministro del Interior, Luis Barranzuela, renunció a su cargo tras haber sido acusado de organizar una fiesta por el Día de la Canción Criolla en su vivienda a pesar de las restricciones impuestas por su propio ministerio. Avelino Guillén juró en su reemplazo. Pese a esto, el gabinete Vásquez obtuvo el voto de confianza con sesenta y ocho votos a favor, cincuenta y seis en contra y una abstención. Esto evidenció un quiebre en la bancada, dieciséis de los treinta y siete congresistas de Perú Libre votaron en contra.
En enero de 2022, la presidenta del Consejo de Ministros, Mirtha Vásquez, decidió renunciar al cargo y, en febrero del mismo año, Castillo, toma juramento al nuevo presidente del Consejo de Ministros, Héctor Valer. Sin embargo, la designación de Valer como presidente del Consejo de Ministros trajo duras críticas de congresistas de la oposición, y unas denuncias de agresión física hacia su esposa y su hija. Ante este escándalo, Valer presentó su renuncia al cargo y luego Castillo nombró como nuevo presidente del Consejo de Ministros al entonces ministro de Justicia, Aníbal Torres.
El 30 de junio de 2022, renunció a la militancia en Perú Libre un día después de que el partido emitiera un comunicado pidiendo su salida como paso previo a la apertura de un proceso disciplinario. En el escrito se le acusó de promover la desunión de la agrupación y de implantar políticas contrarias al programa electoral.

### Intento de autogolpe de Estado y destitución
El 7 de diciembre de 2022, luego de intentar perpetrar un autogolpe de Estado, Castillo fue destituido del cargo por el Congreso de la República mediante un proceso de vacancia aprobado con 101 votos a favor. Posteriormente a su destitución, fue detenido por las autoridades peruanas. De acuerdo con el parte policial, Castillo fue arrestado por su propia escolta cuando se dirigía a la embajada de México en Perú. Un juzgado supremo de Perú dictó detención preliminar en contra de Pedro Castillo por siete días, bajo la acusación de rebelión y conspiración. Seguidamente, el mismo juez supremo dictaminó prisión preventiva de 18 meses por el autogolpe de Estado, rebelión, conspiración y abuso de autoridad. El jueves 29 de diciembre, la Corte Suprema de Perú ratificó la permanencia de Castillo bajo 18 meses de prisión preventiva.
Dina Boluarte, actual presidenta, aseguró que el gobierno de México ha concedido asilo político a la familia de Castillo. El 22 de diciembre de 2022, la familia de Castillo se encontraba en México.
En febrero de 2023, la Fiscalía de Perú solicitó 36 meses de prisión preventiva contra Castillo por los delitos de organización criminal, colusión y tráfico de influencias.
En enero de 2024, la misma Fiscalía solicitó 34 años de prisión para el expresidente por los delitos de rebelión, abuso de autoridad y grave perturbación a la tranquilidad pública.

## Ideología

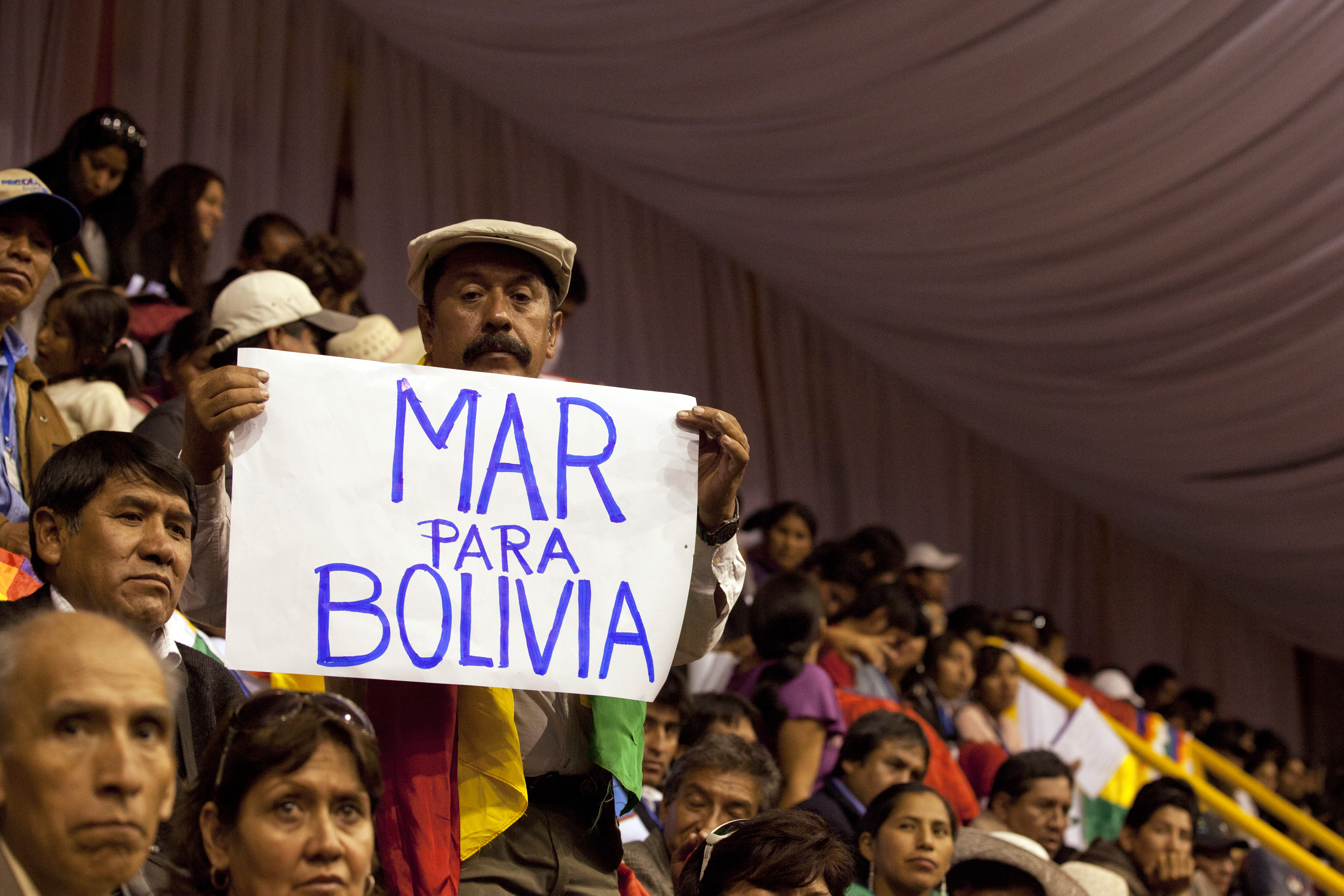
Castillo ha manifestado en más de una ocasión su intención de ceder una salida al mar a Bolivia, lo que le ha costado el rechazo de amplios sectores de la sociedad.

Se le describe como dirigente de la Izquierda política del Perú, populista  y socialista. Algunos sectores también lo han descrito como de extrema izquierda por aceptar principios del marxismo-leninismo declarados en el ideario del partido Perú Libre, aunque él mismo ha llegado a autodefinirse como progresista y no marxista.
Si bien mantiene algunos valores sobre el gasto público y la política exterior que se han considerado como de izquierda, su política en temas sociales es conservadora. Se ha mostrado contrario al enfoque de género en el currículum escolar de los estudiantes, la legalización del aborto, la eutanasia y el matrimonio entre personas del mismo sexo.

Hay que defender a la familia en la escuela. Pensar en otra cosa es quebrar a la familia. Como maestros, respetamos los valores de la familia y hay que profundizarlos. Hay que retornar a la escuela e iniciar estos cursos que nos han quitado para difundir otros ideales. Que vuelva la educación cívica, la investigación, la economía política, la filosofía. Los jóvenes serán nuestra prioridad y van a tener toda la fuerza y el aval de un gobierno democrático.
Castillo en abril de 2021

Tuvo como propuesta electoral el elegir una asamblea constituyente para reemplazar la Constitución de 1993, heredada del régimen autoritario de Alberto Fujimori, diciendo que «sirve para defender la corrupción a escala macro». En una entrevista con CNN, dijo que de ser electo mantendría conversaciones con las empresas multinacionales para asegurar que «el 70 % de las ganancias se quede para el país y se lleven el 30 %, no al revés como es hoy». Respecto a la minería en Perú, Castillo también ha dicho que apoya la extracción de minerales en todo el Perú «donde la naturaleza y la población lo permitan» y que agradece la inversión internacional en estos proyectos. Además, ha pedido una regulación más estricta de los medios de comunicación en Perú. Algunos analistas lo han comparado y calificado como el «Evo Morales peruano» refiriéndose al exmandatario boliviano.
Antes de ser presidente, Castillo llegó a afirmar que el Gobierno de Nicolás Maduro es democrático al existir un «Congreso opositor». Y que son los mismos venezolanos quienes que deben resolver el problema de su país sin la injerencia de terceros. Posteriormente rechazó dar calificativos respecto al Gobierno venezolano. Luego de su mandato, señaló en contra del Foro de Madrid, cuando el formado desde la Carta de Madrid se realizó en Lima en 2023 en el nuevo gobierno de Dina Boluarte, al señalar como la «ultraderecha fascista mundial se une para seguir saqueando las riquezas de nuestro Perú apoyar una "dictadura" [...] utilizando el poder político para perpetrar asesinatos y genocidios a punta de armas y el uso de la fuerza».

## Historial electoral
|  | 8,82 % |

|  | 18,92 % |

|  | 50,13 % |

## Condecoraciones
- El Sol del Perú, en el grado de Gran Collar.[191]
- Mérito por Servicios Distinguidos, en el grado de Gran Cruz Especial.[191]
- Cóndor de los Andes, en el Grado de Gran Collar (otorgado por Bolivia).[192]